# James Lucas Yeo
James Lucas Yeo (Southampton, Gran Bretaña; 7 de octubre de 1782 - Portsmouth, Reino Unido; 21 de agosto de 1818) fue un comandante naval británico que sirvió en la Guerra de 1812 . Nacido en Southampton , se unió a la Royal Navy a la edad de 10 años y vio su primera acción en el mar Adriático . Se distinguió en combate varias veces, sobre todo durante la conquista portuguesa de la Guayana Francesa , ganando títulos de caballero en la Orden portuguesa de Aviz y la Orden británica del Baño . Se le dio el mando de lafragata Southampton , en 1812, pero su barco naufragó en las Bahamas aunque fue absuelto de la culpa de su pérdida. Yeo luego recibió el mando del escuadrón en el lago Ontario y lo dirigió durante varios enfrentamientos con los estadounidenses.

## Biografía

### Primeros años y carrera militar
Yeo nació en Southampton , Inglaterra, el 7 de octubre de 1782, hijo de un agente de avituallamiento naval. Yeo fue enviado a una academia cerca de Winchester para su educación formal. Yeo se unió a la Royal Navy como guardiamarina a bordo del Castillo de Windsor a la edad de 10 años, gracias a su patrón, el almirante Phillips Crosby. En 1796, fue nombrado teniente interino y puesto al mando de la balandra de 16 cañones Albacore. Fue nombrado teniente de forma permanente el 20 de febrero de 1797. El barco fue enviado a las Indias Occidentales, donde Yeo contrajo la fiebre amarilla y se le ordenó regresar a Inglaterra para recuperarse en 1798. En 1802, Yeo era primer teniente a bordo del Genereux en el mar Adriático. Se distinguió durante el sitio de Cesenatico en 1800, cuando trece barcos mercantes fueron quemados o hundidos. Después de la Paz de Amiens en 1802, Yeo fue degradado a la mitad del salario.

## Guerras Napoleónicas
Una vez que la guerra comenzó de nuevo entre Gran Bretaña y Francia en 1805, Yeo se convirtió en primer teniente de la fragata Loire . La fragata estaba patrullando frente a la costa noroeste de España cuando el oficial al mando del Loire , el Capitán F.L. Maitland , optó por atacar la navegación en la Bahía de Muros , España. El teniente Yeo condujo a cincuenta hombres a tierra para atacar una batería de tierra que disparaba contra la fragata. Una vez allí, encontraron un segundo emplazamiento más poderoso y lo capturaron también. Durante la batalla, Yeo fue apuñalado con una bayoneta. Los españoles sufrieron más de cuarenta bajas en el enfrentamiento, los británicos seis. Loira capturó tres embarcaciones en la bahía de Muros, incluida la corbeta Confiance de 22 cañones. Como recompensa, fue ascendido a comandante el 21 de junio y se le dio el mando del Confiance capturado , que había sido llevado al servicio de la Royal Navy.
En 1807, Confiance era parte de la flota del almirante Sidney Smith frente a Portugal. Confiance transportó a Percy Smythe, sexto vizconde de Strangford a Lisboa para negociar una alianza con Gran Bretaña. Lord Strangford también negoció el paso del príncipe regente portugués Dom João y la familia real portuguesa a Brasil. El almirante Smith ordenó a Yeo que llevara la noticia del éxito de Strangford a Gran Bretaña, un honor que llevó a Yeo a ser incluido en la lista de capitanes posteriores. Debido a su rango, Confiance fue reclasificado como buque de correos. Al año siguiente, Confiance era parte de la flota de Smith estacionada frente a Brasil.
Smith le ordenó a Yeo que llevara despachos a un general portugués de quien se enteró de los corsarios franceses con base en Cayenne , Guayana Francesa. El 6 de enero de 1809, tomó el mando de una pequeña fuerza formada por Confiance, dos bergantines portugueses y 550 soldados portugueses. Con ellos capturó Cayenne, una posición fortificada de doscientos cañones, y tomó mil prisioneros. La conquista de la Guayana Francesa sacaría a los franceses de su última colonia sudamericana. Durante la operación, Yeo estuvo entre los muchos británicos que se enfermaron. En 1810, fue nombrado caballero por sus servicios en Cayena, tanto por los portugueses que lo decretaron miembro de laOrden de Aviz y los británicos, quienes lo decretaron caballero comandante de la Orden del Baño y se le otorgó su propio escudo de armas . Yeo fue el primer protestante en ser miembro de la Orden de Aviz.
En 1811, Yeo recibió el mando de la fragata Southampton. La fragata fue ordenada a Jamaica donde se unió a la flota del vicealmirante Charles Stirling. En 1812, estuvo destinado en las Bahamas. Allí capturó al corsario Heureuse Réunion , un bergantín y una corbeta en la acción del 3 de febrero de 1812, y al bergantín estadounidense Vixen en noviembre de 1812. Sin embargo, poco después Southampton y Vixen naufragaron en el paso de Crooked Island, aunque no se perdieron vidas. Como era costumbre en el caso de la pérdida de un barco por cualquier causa, Yeo fue llevado a un consejo de guerra, pero el tribunal aceptó que el arrecife en el que naufragó no estaba cartografiado, ni documentadas las corrientes locales, y Yeo fue exonerado.

## Guerra de 1812
La importancia de la guerra naval en los Grandes Lagos elevó al "Servicio de los Lagos" al estado de Comando de Bandera y Kingston fue el cuartel general del Comodoro. Yeo fue enviado a Canadá en 1813 a bordo de Woolwich para comandar las fuerzas navales británicas en los Grandes Lagos. Fue nombrado comodoro de la flota en el lago Ontario. El uso de Sir James de su pequeña armada siempre fue decidido y hábil, pero se vio obstaculizado por la falta de cooperación del ejército británico. El comandante de estas fuerzas, Sir George Prevost, no siguió los avances clave realizados por Sir James en el puerto de Sackett.y en otros lugares que podrían haber resultado en importantes victorias británicas. En general, los historiadores consideran que la guerra en el lago Ontario fue un empate. Durante 1814, tanto Yeo como Isaac Chauncey, el comandante estadounidense, intentaron construir el otro. Yeo capturó Oswego, Nueva York y luego bloqueó el puerto de Sacketts el 6 de mayo de 1814, cuando fue reforzado por dos fragatas construidas en Point Frederick . Durante los últimos meses de la guerra, Yeo aseguró el control británico del lago con el lanzamiento en 1814 del St. Lawrence, un navío de primera línea de 112 cañones .construido en Kingston específicamente para su uso en el lago, un buque de guerra de tres cubiertas, y tenía dos edificios más. Los estadounidenses también tenían dos barcos de guerra de primera línea en el cepo.

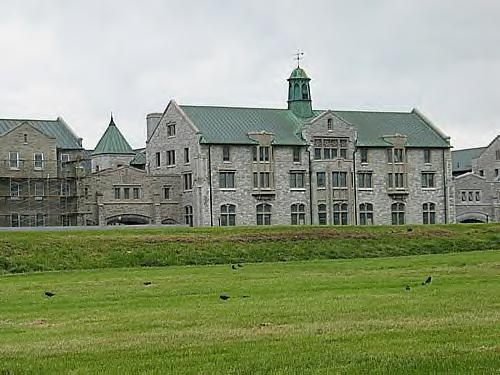
Yeo Hall, Real Colegio Militar de Canadá

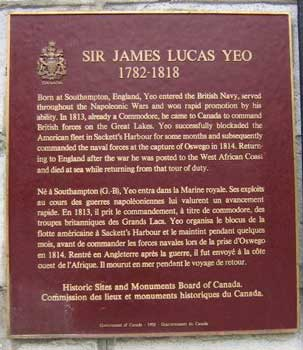
Placa de Sir James Lucas Yeo en el Royal Military College of Canada

En agosto de 1815, Yeo fue destinado a Inconstant, 36 cañones, en Plymouth. Después de la guerra británico-estadounidense, Yeo ocupó importantes mandos en las estaciones de África occidental y el Caribe, pero no vio ninguna otra acción. Murió en 1818 a la edad de 35 años, cuando regresaba de Jamaica a Inglaterra.

## Legado
El Yeo Hall en el Royal Military College of Canada en Kingston, Ontario, fue nombrado en su honor en 1936. Este edificio multifuncional alberga el Cadet Dining Hall y el Cadet Mess. El barbero y el sistema de intercambio de las fuerzas canadienses(CANEX) se encuentran en el sótano. Una placa erigida por la Junta de Sitios y Monumentos Históricos de Canadá en el Royal Military College of Canada dice: "Nacido en Southampton, Inglaterra, Yeo ingresó a la Marina británica, sirvió durante las guerras napoleónicas y ganó un rápido ascenso por su habilidad. En 1813, ya Como comodoro, vino a Canadá para comandar las fuerzas británicas en los Grandes Lagos. Yeo bloqueó con éxito la flota estadounidense en el puerto de Sackett durante algunos meses y posteriormente comandó las fuerzas navales en la captura de Oswego en 1814. Al regresar a Inglaterra después de la guerra, fue enviado a la costa de África occidental y murió en el mar mientras regresaba de ese período de servicio".
Yeo fue uno de los oficiales históricos reales en los que CS Forester modeló su héroe naval ficticio Horatio Hornblower. Forester lo menciona brevemente en la novela de 1946 Lord Hornblower. La escena de apertura es un servicio religioso para los miembros de la Orden del Baño, al que asisten varios destacados oficiales navales históricos, incluido Yeo. Aunque la novela está ambientada en 1813, cuando Yeo estaba en Canadá y antes de convertirse en Caballero del Baño.